# Unitat didàctica
Una unitat didàctica és un instrument o unitat de treball docent, que hauria de permetre l'organització, l'articulació i l'ajustament de la tasca educativa. Com que la unitat didàctica és la descripció d'una tasca que encara no està feta, ha de ser entesa com la descripció de les intencionalitats educatives.
S'entén com a unitat de treball car ha de servir per englobar en si mateixa els elements del currículum amb un eix organitzador, i en tant explicitació del procés ensenyament-aprenentatge.
L'articulació de la unitat didàctica s'ha d'acomplir en la interdependència dels elements que la conformen.

## Elements
Els elements que ha de tenir una unitat didàctica poden canviar segons el sistema educatiu que siga, i segons l'escola pedagògica. De tota manera, alguns dels elements que haurien d'estar presents són:
- Eix organitzador
- Objectius que s'han d'assolir per part de l'alumnat.
- Coneixements que s'han d'impartir
- Activitats
- Atenció a la diversitat
- Temporalització
- Recursos materials i humans
- Sistema d'avaluació